# 사브 340
사브 340(Saab 340)는 스웨덴의 사브 AB와 페어차일드가 공동으로 제작해 출시한, 트윈 엔진의 터보프롭 리저널 항공기다. 30-36명의 승객을 수용할 수 있도록 설계되었으며, 2018년 7월 현재 34명의 다른 운영자가 240대의 항공기를 사용했다.
사브와 페어차일드 사이에 65:35로 분할된 생산 배치에 따라 사브는 스웨덴의 Linköping에서 항공기의 최종 조립과 함께 모든 알루미늄 동체 및 수직 안정 장치를 제작했으며 페어차일드는 날개, emp 및 두 개의 터보프롭 엔진을 위한 날개 장착형 나셀을 만들었다. 페어차일드가 1985년에 이 작업을 중단한 후 이러한 구성 요소의 생산이 스웨덴으로 이전되었다.
1983년 1월 25일, Saab 340은 처녀 비행을 수행했다. 1990년대 초, 사브 2000으로 지정된 여객기의 확대된 파생물이 소개되었다. 그러나 지역 항공기 시장에서의 치열한 경쟁으로 인하여 유형의 판매는 감소했다. 1998년 사브는 사브 340의 생산을 중단하기로 결정했다.

## 개발

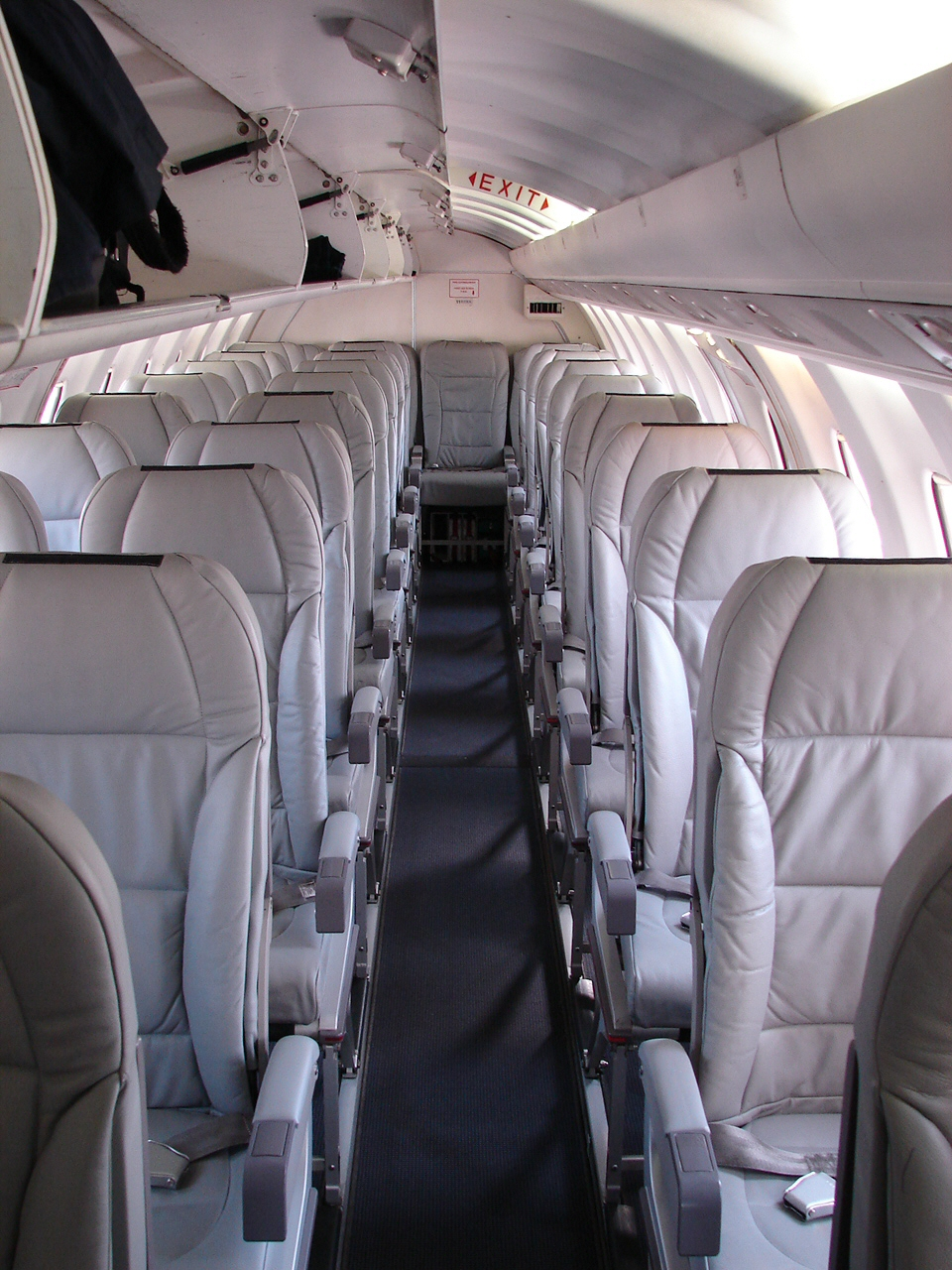
사브 340의 2-1좌석 배열

### 원점
1970년대 스웨덴 항공기 제조업체인 사브 AB는 민간 항공기 시장에 점점 관심을 가지게 되었다. 1974년, 회사는 이전에 거의 전적으로 군용 항공기에 집중한 최초의 주요 민간 항공기 개발을 진행하기로 결정했다. 1970년대 후반, 내부 연구에 따르면 단거리 여객기가 약 30명의 승객을 수용하도록 최적화되어야 한다고 결정되었다. 마찬가지로, 터보프롭 추진력을 사용하기로 결정했는데, 이는 터보프롭보다 느리지만 경제적이다. 엔진, 그리고 이러한 유형의 발전소를 이용하기 위해 여객기를 최적화하기 위해서고 이 결정은 1973년 석유 위기와 같은 10년 동안의 높은 유가에 영향을 받았을 것이다. 저자 Gunnar Eliasson에 따르면, 터보프롭 엔진을 선택하면 제트 동력 경쟁사보다 항공사에 대한 유형이 덜 매력적이지만, 선택되는 General Electric CT7-5A2 엔진은 그 시대의 제트 엔진과 상당히 경쟁적이라는 것을 인식했다. 생각한 대로, 여객기는 단거리에서의 제트 성능과 일치해야 했다.
1970년대 말에는 지역 여객기 벤처가 스웨덴에서 가장 큰 산업 벤처가 되었으며 사브가 혼자서 수행하기에는 너무 큰 것으로 인식되었다. 이에 따라 1980년 1월 사브는 다가오는 지역 여객기를 개발 및 생산하기 위해 미국 제조업체 Fairchild Aircraft와 파트너십 계약을 체결했다고 발표했다. 이 파트너십 하에서 페어차일드는 윙, 테일 유닛 및 엔진 나셀과 같은 섹션의 제조를 담당했으며 사브는 개발, 시스템 통합 및 인증 비용의 75%를 담당했다. 새로운 파트너십에 부합하기 위해 SF340이라는 명칭을 받았다. 차세대 지역 여객기를 개발하기로 한 결정은 1978년 항공 규제 완화 법에 따라 미연방 정부가 통제권을 철폐하는 것과 우연히 일치했다. 이 사건은 다음 10년 동안이 유형의 판매에 크게 기여했을 것이다.
340은 당시 개발중이던 Saab JAS 39 Gripen 멀티 롤 전투 항공기와 같이 사브 군용 항공기에 사용된 몇 가지 제조 및 설계 기술을 공유했다. 이러한 기술 중 하나는 무게를 줄이기 위해 확산 결합을 사용하여 알루미늄 구조물에 리벳을 사용하지 않는 것이 었다. 1983년 1월 25일, 최초의 SF340은 처녀 비행을 수행했다. 1984년 시장에 출시 된 직후, Saab 340은 세계에서 가장 많이 판매되는 통근 항공기가 되었다. 1987년까지 페어차일드의 모든 프로그램 활동은 중단되었고, 미국 회사는 항공기 활동을 줄이기로 결정했으며, 따라서 사브는 전적으로 340 생산에 대한 책임을 지게 되었다.

### 추가 개발

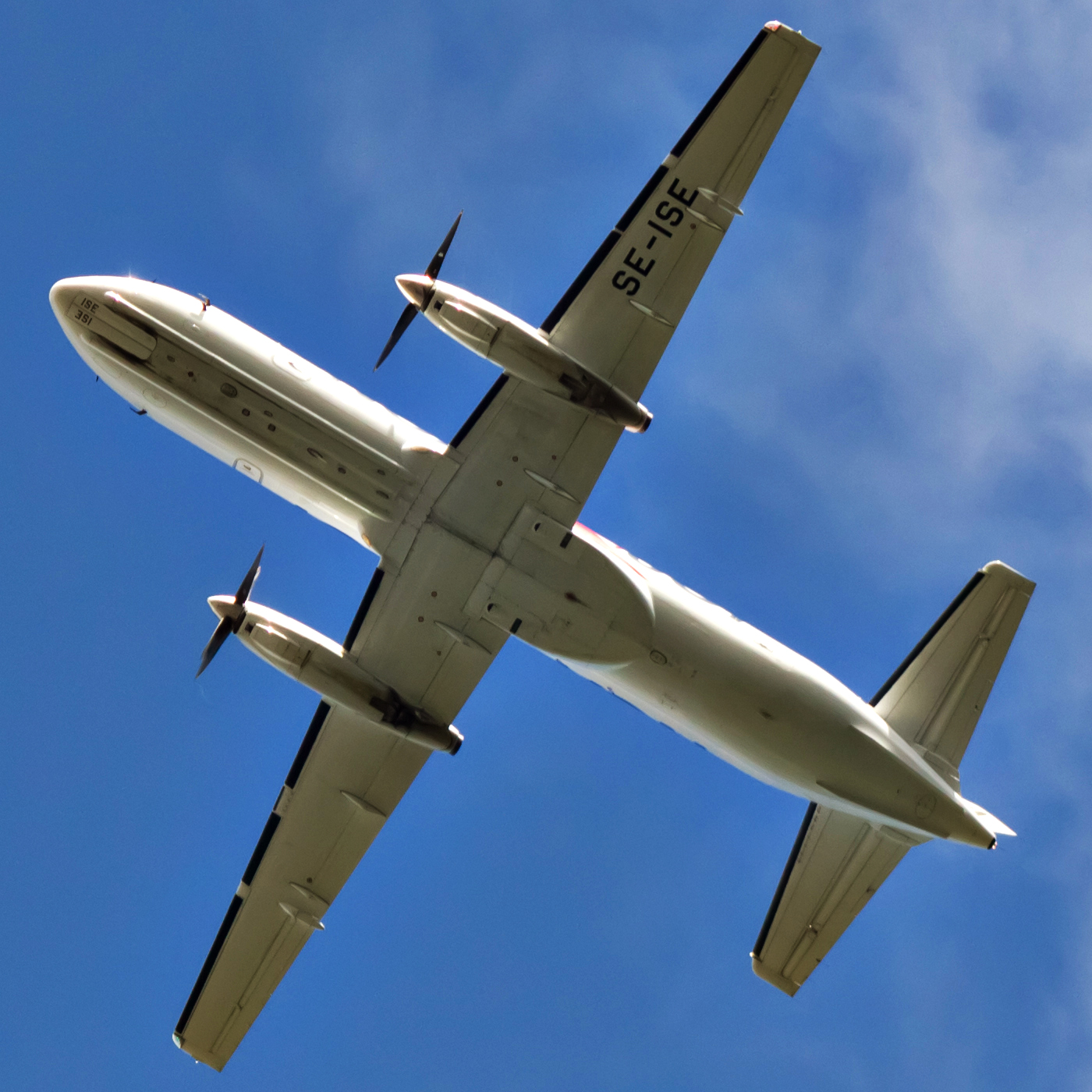

1985년, 페어차일드가 처음 40대를 완료한 후 항공기 제조 사업을 종료하기로 한 결정으로 인해 사브은 페어차일드 이름을 프로젝트에서 삭제하고 사브 340A라는 명칭에 따라 항공기 생산을 계속했다. 총 159A 모델이 제조되었다. 1989년, 2세대 340B 의 개선된 여객기 버전은 보다 강력한 엔진과 더 넓은 수평 안정기를 도입했다. 나중에 생산 340B는 능동 소음 제어 시스템 도 갖추고 있다. 총 200대의 항공기가 제작되었다. 1994년 마지막 3세대 버전인 340B Plus, 더 큰 사브 2000 (340 자체의 파생품)에 도입된 서비스 및 통합 개선 사항을 동시에 제공했다. 총 100 대의 항공기가 완성되어 총 300개의 B 모델이 추가되었다. Saab 340은 일반적으로 30~36명의 승객이 앉을 수 있으며 34석이 가장 일반적이다. 마지막으로 건설 된 2대의 340대는 일본 에어 커뮤터의 구식 36석 항공기로 제작되었다.
340B Plus에 도입된 주요 개선 사항 중 하나는 기내에 능동 소음 및 진동 제어 시스템을 설치하여 순항 비행 중에 소음과 진동 수준을 약 10dB 줄이는 것이었다. 340B에서 이월된 이 옵션 기능은 340B 플러스에서 표준이었고, 약 30대의 항공기는 WT 옵션을 갖춘 340B의 옵션인 확장된 윙팁과 함께 표준이었다. 이전 모델에서 또 다른 변화는 더 현대적인 인테리어 디자인과 승객용 객실 후미에서 대부분의 3세대 유닛의 비행 갑판 후미로 화장실 칸을 옮기는 것이었다. 이것은 원래 위치가 화물통 지역에 침입함에 따라 사용 가능한 총 화물량을 증가시켰다. 액티브 노이즈 컨트롤은 1994년 모든 사브 340B에서 표준이 되었지만, 최초의 340B 플러스(제3 B+ 건설)는 1995년 호주의 헤이즐턴 항공에 새로 배송되었으며, 나중에 리저널 익스프레스에서 운영되며, 현재 일본 해안 경비대를 위해 운영되고 있다. 그 시스템은 또한 기존 여객기에 개조될 수 있다.
1997년 동안, 사브는 생산 라인의 잠재적인 폐쇄를 고려하고 있다고 말하면서 340 프로그램에 대한 비관적인 보도 자료를 발표하고 있었지만, 이런 일이 발생하면 기존 고객에 대한 전폭적인 지원을 유지할 것이라고 약속했다. 1997년 12월 24일, 사브는 지난 3년 동안 30억 SKr(3억 8,640만 달러)의 손실을 입었다고 주장하는 340의 생산을 중단하기로 결정했다고 발표했다. 1998년 말까지, 생산이 결국 중단됨에 따라, 사브는 인도와 중국 회사를 포함한 많은 이해 관계자들과 340개의 생산 라인을 다른 제조업체에 매각할 가능성에 대해 회담하고 있다고 말했다. 1999년 6월 8일, 최종 340대가 인도되었고, 그 때까지 거의 460대의 항공기가 인도되었다. 340의 모든 모델의 생산은 1999년에 종료되었고, 사브는 궁극적으로 2005년에 모든 민간 항공기 생산을 중단하기로 결정했다.
Eliasson에 따르면, 제트 엔진이 Saab이 프로젝트를 폐쇄하기로 결정한 이유 중 하나로 제공되었기보다는 터보프롭 엔진을 사용하여 유형에 동력을 공급하기로 한 결정은 또 다른 주요 요인은 다양한 경쟁 항공사가 정부 보조금의 상당한 혜택을 받았다고 주장되는 반면, 스웨덴 정부는 사브의 민간 프로젝트에 그러한 약속을 하기를 꺼리는 점점 더 경쟁적이고 정치화된 지역 여객기 시장이었다. 저자 Sören Eriksson과 Harm-Jan Steenhuis에 따르면, 340은 포커 100과 BAe 146과 같은 제트 동력 경쟁사보다 빨랐지만, 페이로드나 범위 측면에서 분명한 이점이 없었다; 지역 여객기 시장이 점점 더 붐비면서, 봄바디어 CRJ200과 엠브라에르 ERJ 145 제품군과 같은 새로운 유형은 340보다 유리했다.

### 파생형

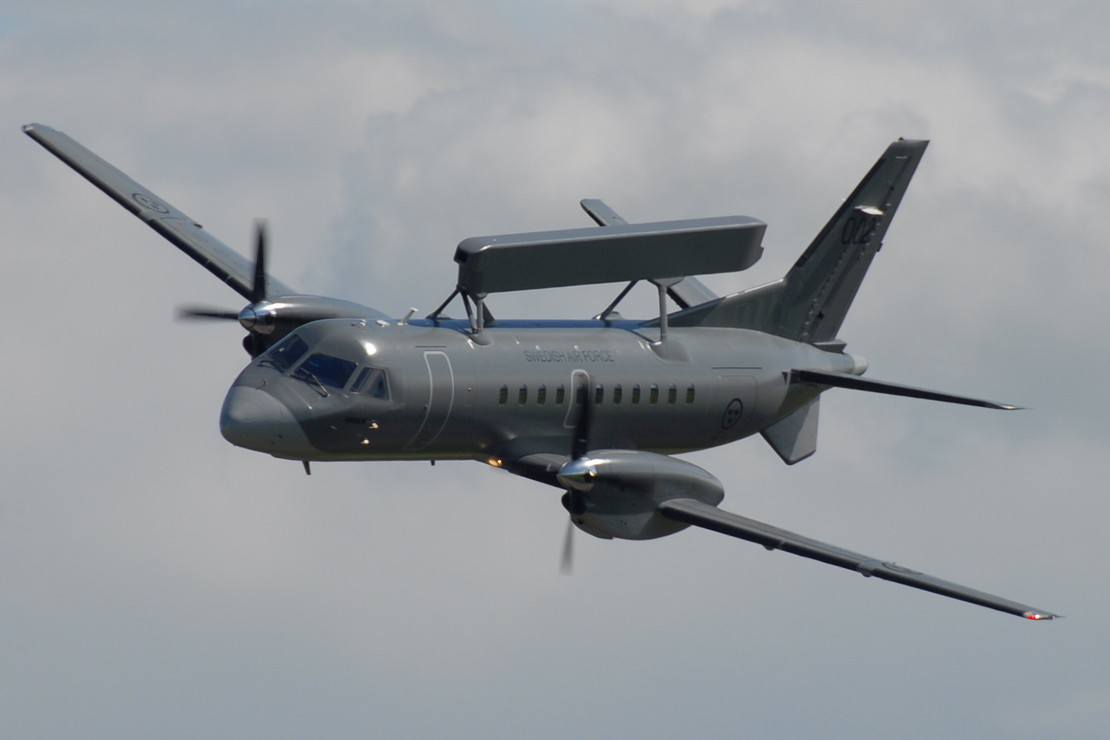
에리아이 레이더가 달려있는 사브 340 AEW&C 기종.

1980년대 초, 스웨덴의 국방 재료 관리국(FMV)은 스웨덴 전자 회사인 에릭슨이 공중 조기 경보(AEW) 시스템에 적합한 레이더를 개발할 것을 요청했다. 해당 시스템은 곧 플랫폼으로 340과 페어링되었다. AEW 및 공중 조기 경보 및 통제(AEW&C) 항공기인 Saab 340 AEW&C, 340AEW-200 & 340AEW-300을 포함한 여러 유형의 군사 변형이 생산되었다.
2010년대에, 사브는 해상 순찰 임무에서 340을 홍보했다. 340 MSA로 지정된 항공기의 특수 변형이 논란이 되었다; 제안된 순찰 항공기는 대지상 및 대잠전뿐만 아니라 신호 정보 및 장거리 수색 및 구조 작업을 모두 수행할 수 있는 다양한 센서와 전투 시스템을 장착해야 한다. 2014년 6월, 사브 싱가포르의 책임자인 앤더스 달은 340MSA에 대한 프레젠테이션을 했고, 몇몇 국가들이 이 유형에 대해 사브와 논의하고 있으며, 동남아시아에서 그러한 해상 순찰 항공기에 대한 수요가 증가하고 있음을 관찰했다.

## 같이 보기
- 사브 2000
- 포커 50
- ATR 42
- 도르니에 328